# Uvaria antsiranensis
Uvaria antsiranensis este o specie de plante angiosperme din genul Uvaria, familia Annonaceae, descrisă de Le Thomas. Conform Catalogue of Life specia Uvaria antsiranensis nu are subspecii cunoscute.